# Congrès mondial des familles
Le Congrès mondial des Familles (World Congress of Families V) est une réunion mondiale à l'initiative de Allan C. Carlson (en), président du Howard Center for Family, Religion and Society (en).
Ultraconservatrice, elle défend une vision dite traditionnelle de la famille, et s'oppose fermement à l'avortement, au divorce et aux droits LGBT.

## Prises de position et polémique
Considéré comme ultraconservateur, le congrès mondial des familles est opposé au mariage pour tous en France, ainsi qu'à toute forme de reconnaissance des personnes de la communauté LGBT (ou LGBTQIA+), responsables selon eux d'une « propagande LGBT, gay et lesbienne.